# Epistrophus
Epistrophus kan slaan op drie verschillende personen die in de Ilias van Homerus genoemd worden:
1: Epistrophus, de zoon van Iphitus. Hij was een Griekse held in de Trojaanse Oorlog. Samen met zijn broer Schedius was hij leider van het leger uit Phocis.
2: Epistrophus, de zoon van Evenor. Hij was de broer van Mynes en was in het verleden een van de vijanden van Achilles geweest. In die strijd had Achilles zijn slavin Briseïs verkregen.
3: Epistrophus, de leider van de Halizonen uit Alybe in de Trojaanse Oorlog. Hij stond aan de kant van Troje.